# اترووبلس
اترووبلس (به ایتالیایی: اتروبلس) یک کومونه در ایتالیا است که در واله دائوستا واقع شده‌است.

## خصوصیات
اترووبلس ۳۹ کیلومترمربع مساحت و ۴۹۱ نفر جمعیت دارد و ۱٬۲۸۰ متر بالاتر از سطح دریا واقع شده‌است.